# Peristedion orientale
Peristedion orientale és una espècie de peix pertanyent a la família dels peristèdids.

## Descripció
- Fa 19 cm de llargària màxima.[5][6]

## Depredadors
Al Japó és depredat per Galeus nipponensis.

## Hàbitat
És un peix marí i batidemersal que viu entre 120 i 500 m de fondària.

## Distribució geogràfica
Es troba al Pacífic nord-occidental: el sud del Japó, el mar de la Xina Oriental i el mar Groc.

## Observacions
És inofensiu per als humans.